# گروه لگو
لگو سیستم آ/اِس (به انگلیسی: Lego System A/S) که با نام تجاری گروه لگو شناخته می شود٬ یک شرکت تولید اسباب بازی دانمارکی است که در بیلوند دانمارک مستقر است.  این شرکت اسباب بازی هایی فکری با نام تجاری لگو تولید می کند که بیشتر از آجرهای پلاستیکی متصل به هم تشکیل شده است. گروه لگو همچنین چندین پارک تفریحی در سرتاسر جهان ایجاد کرده است که هر کدام به نام لگولند شناخته می شوند و فروشگاه های خرده فروشی متعددی را اداره می کند.